# Comuna de Nowogard
Nowogard (polaco: Gmina Nowogard) é uma gminy (comuna) na Polónia, na voivodia de Pomerânia Ocidental e no condado de Goleniowski.
De acordo com os censos de 2005, a comuna tem 24.426 habitantes, com uma densidade 72,1 hab/km².

## Área
Estende-se por uma área de 338,66 km².

## Demografia
Dados de 30 de Junho 2004:
|                      | Total   | Total | Mulheres | Mulheres | Homens  | Homens |
| -------------------- | ------- | ----- | -------- | -------- | ------- | ------ |
|                      | pessoas | %     | pessoas  | %        | pessoas | %      |
| População            | 24 426  | 100   | 12 377   | 50,7     | 12 049  | 49,3   |
| Densidade (pop./km²) | 72,1    | 100   | 36,5     | 36,5     | 35,6    | 35,6   |

De acordo com dados de 2002, o rendimento médio per capita ascendia a 1221,08 zł.